# 帕斯卡
帕斯卡（英語：pascal；符號：Pa）是國際單位制（SI）的壓強單位。在不致混淆的情況下也可簡稱為「帕」。它等於每平方米一牛頓。以法國學者（數學家、物理學家、化學家、音樂家、宗教家、教育家、氣象學家、哲學家）布莱兹·帕斯卡之名而命名。
氣象上常用的“百帕”（hPa）、“千帕”（kPa）、地球物理學上常用的“吉帕斯卡”（GPa）和工程上常用的“兆帕”（MPa），均是自Pa衍生出來的單位。

## 应用
1 Pa
= 1 N/m² = 1（kg·m·s-2）/m² =1（kg·m-1·s-2）
= 0.01 mbar（毫巴）
= 10−5 bar（巴）
≈ 10−5 kgf/cm2（公斤力/平方厘米）
同樣的單位也可表示應力和楊氏模量。

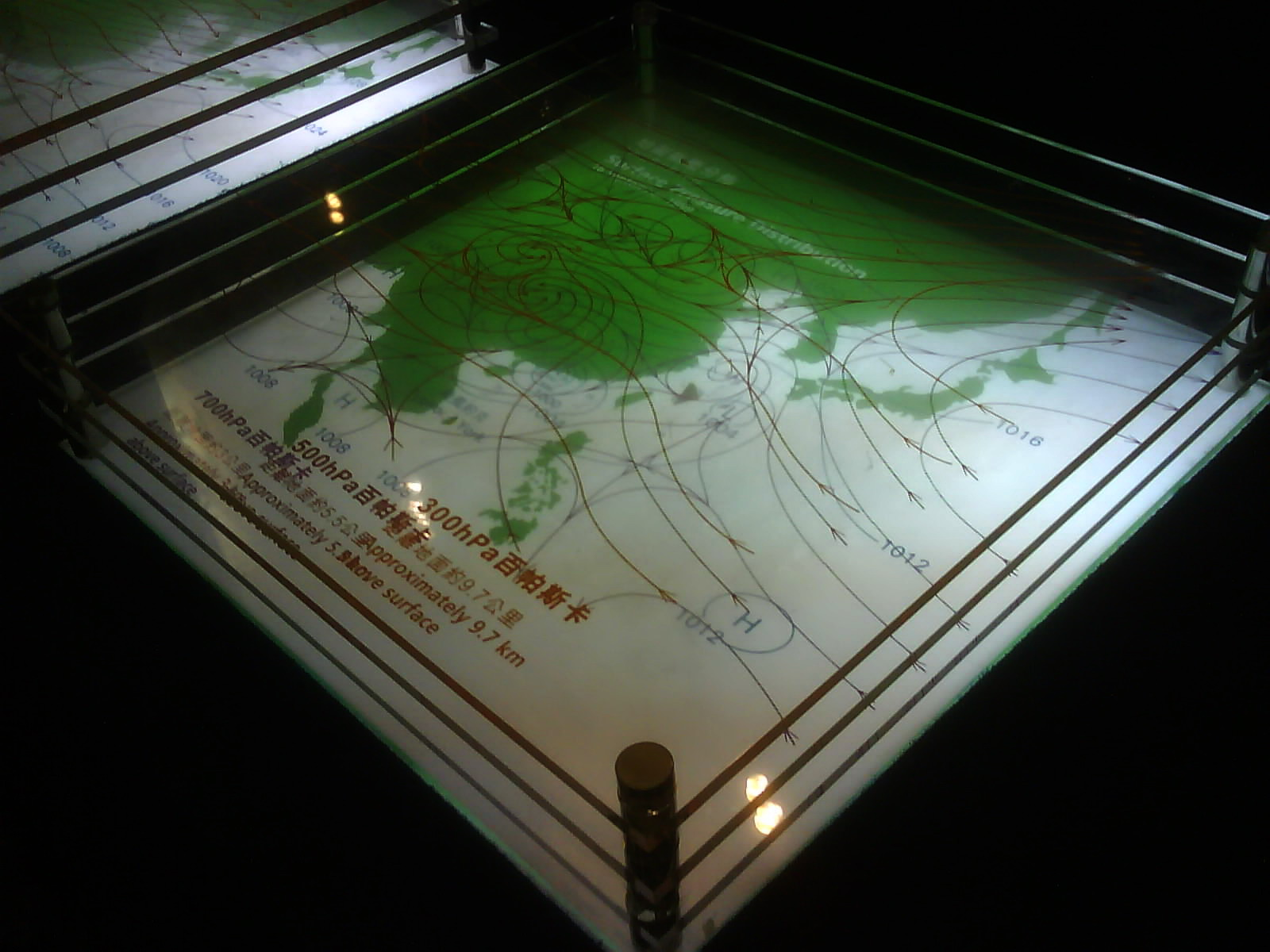
亞洲東部地表氣壓分表圖

標準一大氣壓是 101.325 kPa = 1013.25 hPa = 1013.25 mbar = 760 Torr（ISO 2533），約為0.1 MPa或1 bar。
全世界的氣象學家長期以毫巴測量氣壓。推出SI單位後，很多氣象學家仍偏好保存習慣性壓力數據。因此，氣象學家今天對氣壓使用「百帕」（hPa）以等於毫巴，而其他幾乎不使用詞頭“百”（hecto，h）的研究領域之類似壓力值則以千帕（kPa）測量之。
1百帕（hPa）
= 100 Pa = 1 mbar
1千帕（kPa）
= 1000 Pa = 10 hPa
1百萬帕（MPa）
= 1×106 Pa
1十億帕（GPa）
= 1×109 Pa

## 帕斯卡與其他單位的轉換
| 1巴                  | 100 000 Pa |
| 1毫巴                | 100 Pa     |
| 1標準大氣壓          | 101 325 Pa |
| 1 mmHg（毫米水銀柱） | 133.322 Pa |
| 1 inHg（英寸水銀柱） | 3386.38 Pa |
| 1 mmH2O（毫米水柱）  | 9.8 Pa     |